# Aleuroplatus robinsoni
Aleuroplatus robinsoni là một loài côn trùng cánh nửa trong họ Aleyrodidae, phân họ Aleyrodinae.
Aleuroplatus robinsoni được Takahashi miêu tả khoa học đầu tiên năm 1955.